# الطفل الأخضر

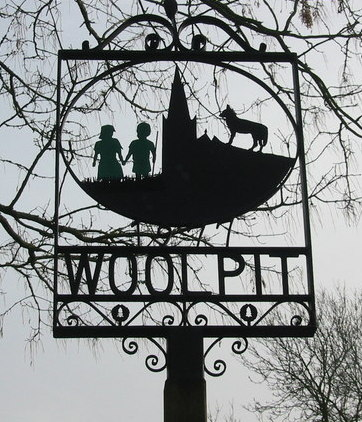
شعار القرية الذي أقيم عام 1977 يصور الطفلين الملونين.

الطفل الأخضر هي القصة الكاملة الوحيدة التي نشرها الشاعر والناقد واللاسلطوي الإنجليزي هربرت ريد. كتبها عام 1934 ونشرها هاينمان لأول مرة عام 1935. تستند القصة علي أسطورة القرن الثاني عشر لطفلا وولبت الملونان اللذان ظهرا في ظروف غامضة في قرية إنجليزية تسمي وولبت في سوفولك ويتحدث هذان الطفلان لغة تبدو غير معروفة. وصف ريد هذه الأسطورة في نمطه النثري الإنجليزي الذي نُشر عام 1931 كأساس وقاعدة يجب أن يتبعها جميع أنواع الخيال.
تنتهي الأجزاء الثلاثة للرواية بوفاة بطل القصة الرئيس أولفيرو، ديكتاتور جمهورية رونكادور الخيالية جنوب أمريكا وفي كل حالة يصير موت أولفيرو قصة رمزية لترجمة أكثر عمقًا للوجود، تعكس موضوع الكتاب في البحث عن معني الحياة. يتجلي اهتمام ريد بنظرية التحليل النفسي علي مدار الرواية والتي أصبحت بمثابة أسطورة فلسفية في عرف أفلاطون".
تحتوي القصة علي العديد من عناصر السيرة الذاتية، وتدين شخصية أولفيرو بالكثير لخبرة ريد كضابط في الجيش البريطاني أثناء الحرب العالمية الأولى. حيث تم استقبال القصة بحفاوة وإيجابية بالرغم من اعتبار بعض المعلقين أن القصة مبهمة وتبدو «غامضة» ورآي أخر أن القصة تم تفسيرها بطريقة مختلفة وغامضة من أولئك الذين قاموا بدراستها بشكل جدي والتي قد تفتقد إلي الشكل والمضمون لتبرير الثناء عليها.

## السيرة الذاتية والنشر
في المقام الأول فإن الناقد الأدبي والشاعر والداعي والمدافع عن الفن الحديث قد كتب ريد روايته الوحيدة، الطفل الأخضر، في حوالي ثمانية أسابيع في عام 1934. وكان معظمها في بيته الصيفي خلف منزله في هامبستد، لندن  حيث كانت هامبستد في ذلك الحين عش للفنانين اللطفاء والذين كانوا من بينهم هنري مور، بول ناش، بن نيكلسون، وباربراهيبورث. كان ريد في ذلك الوقت مهتم بفكرة تشكيل وعي، وكانت أول ستة عشر صفحات مكتوبة علي ورق مختلف عن بقية صفحات المخطوط، والتي اعتبرها بعض النقاد بأنها تشبه تذكر حلم. أعلن ريد في خطاب مكتوب إلي المحلل النفسي كارل يونغ أن الرواية ما هي إلا نتاج لعملية الكتابة التلقائية. وأنه من عام 2015 ستكون المخطوطة في حوزة مكتبة جامعة ليدز، حيث كان ريد طالبًا بهذه الجامعة.
أصبح ريد مؤيدًا للشيوعية بعد الثورة الروسية عام 1917 ظنًًا منه أنها تتيح الحرية الاجتماعية للمثل العليا، ولكن قبل عام 1930 كان اقتناعه قد بدأ في التراجع والاهتزاز، وعلي نحو متزايد بدأ ينحني تفكيره السياسي نحو الفوضوية، ولكنه لم يصبح منتمي إلي الفوضوية حتي اندلعت الحرب الأهلية الإسبانية في عام 1936 والتي جعلته يؤكد معتقداته الفوضوية لاسلطوية ويعلنها صراحةً  وعليه فكتابة رواية الطفل الأخضر جاءت في الوقت الذي كانت فيه الأفكار الفلسفية والسياسة لريد في حراك.
كانت لهذه الرواية ست طبعات، الطبعة الأولي منها كانت لهاينمان عام 1935 بسعر سبع شلنات ونصف أي ما يعادل في 2015 حوالي ثباثة وعشرين جنيه استرليني وبعد عشر سنوات أصدرت صحيفة جري وول الطبعة الثانية من الرواية مزودة ببعض الرسومات التوضيحية لفيليكس كيلي. أما عن الطبعة الثالثة فأصدرها اير وسبوتسود عام 1947 وكتب غراهام غرين لهذه الطبعة مقدمة مركزًا فيها علي عناصر سيرة ذاتية للرواية. علي الجانب الأخر، أصدرت الاتجاهات الجديدة 1948 بنيويورك الطبعة الأمريكية الأولي بمقدمة لكينيث ريكسورث. صدرت الطبعة الخامسة 1979 وفي عام 1940 أُضيفت إليها مقدمة لجريني. وأخيرًا أصدر أر كلارك الطبعة السادسة وظهرت عام 1989 وطٌبعت مرة أخري عام 1959 وكلاً من الطبعتين يحتوي على مقدمة لجريني.

## ملخص الحبكة الدرامية
استخدم الكاتب صيغة الغائب في الأجزاء الأولي والأخيرة من القصة وفي الجزء الأوسط استخدم صيغة المتحدث. تبدأ القصة في عام 1861 بالوفاة المزعومة للرئيس أوليفرو، دكتاتور جمهورية كونكادور بأمريكا الجنوبية الذي افتعل قصة اغتياله. فلقد عاد إلي موطنه إنجلترا وتحديدًا إلي القرية التي وٌلد وتربي فيها ولكن في مساء يوم وصوله، لاحظ أوليفرو أن تيار السيل المار بقريتة يبدو وكأنه يتدفق إلي الخلف فقرر متابعة منبع الماء ليكتشف السبب في ذلك.
وصل مجري السيل بأوليفيروا إلي طاحونة والتر رأي من خلالها نافذة مضاءة تظهر داخلها امرأة مقيدة إلي كرسي يجبرها الطحان علي شرب دم حمل مذبوح. فقفز أولفيرو من خلال النافذة المفتوحة، «قفزة في عالم الخيال (توضيح)». لم يُظهر الطحان أي مقاومة لأوليفرو وسمح له يإطلاق صراح هذه المرأة والتي عُرفت بلون بشرتها علي أنها تُدعي سالي وهي أحد الطفلين اللذان جاءا إلي القرية في ظروف غامضة في نفس اليوم الذي غادر فيه أولفيرو القرية منذ ثلاثين عامًا.وأيضًا عرف أوليفرو الطحان نيشو، فقد كان تلميذًا سابقًا في مدرسة القرية التي تعلم فيها أوليفرو. أثناء الصراع بين أوليفرو ونيشو غرق نيشو في بركة الطاحونة عن طريق الخطأ. في صباح اليوم التالي استمر أولفيرو وسالي في تحقيق سعي أولفيرو لاكتشاف جهة سير التيار، فكانت هناك بركة في مستنقع أعلي القرية يجدفون بمياهها ولكن غرقت سالي في القاع فهرع إليها أولفيرو وبدأ يدًا بيد في الغرق تحت ماء البركة
أما عن الجزء الثاني من الكتاب فيروي الأحداث بين مغادرة أوليفرو للقرية كمدرس شاب وبين رجوعه إليها كرئيس سابق. في البداية سافر أولفيرو إلي لندن علي أمل الحصول علي عمل ككاتب، ولكن بعد ثلاث سنوات قضاها في العمل ككاتب حسابات في متجر للخياطة وكان يمر علي متن السفت التي تهبط به إلي قادس، اسبانيا. وكان غير قادر علي تحدث اللغة وكان بحوزته كتاب لفولتير. تم القبض عليه ضمن الثوريين المشتبه بهم وتم احتجازه عامين، تعلم لغة إسبانية من زملاءه السجناء وعزم علي السفر إلي واحدة من المستعمرات الأمريكية التي علم بها حيث إمكانية إقامة عالم جديد «خال من قهر وظلم العالم القديم».
خرج أولفيرو من السجن بعفو بعد وفاة الملك فيرناندو وشق طريقه إلي بوينس آيرس. وأُخذ هناك بالخطأ علي أساس أنه وكيل ثوري وقابل قيادين جيش رونكادور، وقرروا معًا تحييك مؤامرة للإستيلاء علي عاصمة البلاد واغتيال حاكمها الديكتاتور. نجحت تلك المؤامرة ووجد دون أولفيرو نفسه زعيمًا لتلك الجمعية مما صنع منه ديكتاتورًا جديدًا للبلاد، تولي هذا المنصب لمدة خمسة وعشرين عامًا. في النهاية أدرك أولفيرو أن أسلوبه في الحكم يقود البلاد إلي حاله من الركود و«الانعدام الأخلاقي». بدأ يشعر بالحنين إلي قريته الإنجليزية حيث تربي فقرر الهروب متمنيًا تجنب أي شبهة عن فراره من رونكادور فافتعل قصة موته.
يبدأ الجزء الأخير من القصة بمشهد اختفاءأولفيرو وسالي تحت الماء حيث كانت هناك أشكالاً فقاعية تحيط بهم وتنقلهم إلي مركز البركة وتصعد بهم إلي كهف كبير من خلاله مضوا قدمًا سيرًا علي الاقدام من خلال سلسلة من الكهوف المجاورة. أخبرت سالي أولفيرو أن هذه القرية هي قريتها التي غادرتها هي وأخوها منذ 30 عامًا. وسرعان ما قابلوا شعبها والتي عرفوها بسالي أو سيلون كما عُرفت دائمًا. ووضحت أنها لأعوام مضت كانت تتسأل وتتعجب من حالها وكانت تشعر بالضياع ولكن الآن فعادت مع «شخص ضائع أيضًا ويود أن يسكن معهم». رحب المجتمع بأولفيرو وسالي حيث تطلبت الحياة تحقيق تقدم من أقل إلي أعلي المستويات: المستوي الأول يعلم متع الشباب أما الثاني فتعلم متعة العمل اليدوي، وأخيرًا المستوي الأعلي ويتحقق فيه «أعلي المتع»، وهو العزلة الفكرية.
تعب أولفيرو من المستوي الأول فترك سيلون خلفه وانتقل إلي المستوي الثاني وتعلم كيفية قطع البلورات الامعة، أقدس البلورات في عالم الجوفيات. وفي نهاية المطاف سُمح له بالانتقال إلي أعلي المستويات وهو المرحلة الأخيرة من الحياة. ليبدأ فيها تعليم المباديء الأساسية للكون حيث يوجد النظام والفوضي. النظام هو مليء الفراغ أما الفوضي فهو المساحة الفارغة. "الفوضي تسببها الحواس "التي تقتصر علي الجسم وخلق نوع من الوهم". يختار أولفيرو كهف ليقضي فيه ما تبقي من حياته وحيدًا يتأمل في "الجمال الطبيعي والمطلق" للبلورات. يتم جلب الطعام والشراب بانتظام فقد كان يهيء نفسه "للموت" والذي عندما يأتي يلقي "فرحة غريبة". عند إخراج جسد أولفيرو من الكهف تواجد مجموعة أخري حاملة لسيلون التي ماتت في نفس الوقت الذي مات فيه أولفيرو. "ووضعا الزوجين في أحواض متحجرة إلي أن يصبحا جزءًا من نفس البلورة "  كالعادة عندما يموت شخص من الناس ذات اللون الأخضر.

## النوع والنمط الأدبي
أفاد أستاذ اللغة الإنجليزية ريتشارد سوان بأن رواية «الطفل الأخضر» «متعددة ومعقدة التصنيف»، حيث قُسمت إلى «ثلاثة أقسام». يعتمد الجزء الأول من الرواية علي أسلوب رعب قوطي حكاية خرافية في القرن التاسع عشر. وسهولة القسم الأول واضحة خاصة فكرة الفصول التي يتبعها فترة راحة قبل البدء في الجزء الثاني. أما القسم الثاني فتمت كتابته «كمغامرة سياسية تقليدية» يحكي فيه أولفيرو قصة صعوده إلي السلطة كحاكم ديكتاتور لرونكادور بشكل إرجاعي أي باللغة الإنجليزية خاصية"Flashback". استمر القسم الثالث في عملية سرد الرواية من حيث توقف عند القسم الأول فسرد قصة خيالية عن «عالم خيالي تحت الأرض يطلقون عليهم الشعب ذات اللون الأخضر»، لذلك فإن اختلاف الأسلوب هو أول جزء من الأسباب القادمة التي جعلت النقاد يعتبرون هذا القسم وكأنه مستقل تمامًا عن الرواية أو أنه «الرواية الحقيقية».
عكس سعي أولفيرو في عالم ما تحت الأرض رمزية الكهف عند أفلاطون كما وُصفت في الجمهورية (كتاب)، ففي نظرية أفلاطون يُحبس السجناء في كهف ويحكم عليهم بالتحديق في جدار فارغ مع فقط وميض من الضوء الناتج عن النار آتي من خلفهم، يرون فقط ظل ما هو حقيقي. علي الجانب الآخر الفيلسوق ما هو إلا شخص أُطلق صراحه من الكهف وبعد ذلك يكون قادرًا علي رؤية الشكل الحقيقي لما وراء الظلال. ولكن حول ريد الفكرة وقلبها رأسًا علي عقبًا فعندما غادرت سيلون عالم ما تحت الأرض فتركت الأشكال الخالدة الأفلاطونية فاضطر أولفيرو لمتابعة وانتظار عودتها إلي كهفها ليكتشف «الجوهر الألهي والحقيقي للأشياء».

تتضمن الصفحات الأخيرة من الكتاب تحضير أولفيرو لموته والتحجير بعد الموت. بصف ريد الأفكار النهائية لأولفيرو التي تأثر فيها بأفلاطون. وأفكار سقراط عن أفلاطون وتضمنت أن الموت هو أفضل موطن للروح ولكن أولفيرو يرغب في تحرير جسده من عذاب الروح ويصبح جزءًا من البلورات الصلبة للكون. أولفيرو يعظم الحياة وليس الموت كمدمر للحياة التي تفسد الأنسجام بين المواد غير العضوية. في النهاية اقترح سقراط أن عالمنا الخاص ما هو إلا واحد من كثيرين آخرين، فكل حفرة في الأرض متصلة بأنهار تحت الأرض وما هذا إلا صورة مماثلة لافتة النظر إلي وجود عالم تحت الأرض يسكنه شعب ذات اللون الأخضر والذي وصفه ريد. وعلي الرغم من ذلك «بالتأكيد» كان ريد متأثرًا في تصوير الشعب ذات اللون الأخضر بقصة خيالية قصة «العصر البلوري» التي كتبها هيدسون 1887 وكانت تتناول «سعي الناس إلي الحياة والتمسك بها بعيدًا عن الموت».

## الموضوعات
الموضوع الرئيسي للرواية «البحث الجدلي عن معني الحياة ويتضمن أيضًا العودة إلي مصدر الحياة» حيث كان تركيز الشعب الأخضر علي تحقيق مبدأ الوحدة مع الكون المادي بتحجير جثث موتاهم وعلي الرغم من أنها كانت «صادمة» لبعض القراء إلا أنها كانت المركبة التي من خلالها تمكن ريد من عمل محاكاة ساخرة للمفهوم الديني الغربي التقليدي للروح التي تصعد في الهواء حتي تصل إلي الجنة.
العنوان الأصلي للرواية (أدب) كان «الأرض البعيدة» ولكن في فترة ما ربما في الفجوة بين كتابة الأجزاء الأولي منها وما تلاها فغير ريد العنوان إلي «الطفل الأخضر» لذا فإن محور الرواية قد تغير أيضًا من سعي أولفيرو إلي معرفة إتجاه السيل إلي معرفة قصة الطفل الأخضر نفسها. وكان العنوان الأصلي إشارة إلي قصيدة ويليام ووردزوورث «دلالات الخلود» والتي تصف «مشهد بزوغ الطفولة إلي أن يصل الإنسان إلي مرحلة ما بعد الحياة وهو الموت».
كان ريد مهتمًا بالتحليل النفسي ووظف نظرية التحليل النفسي في روايته وخاصة بكلاً من سيغموند فرويد وكارل يونغ. علي الرغم من استخدامها «كآلة أكثر من إستخدامها كمفتاح لمعني رواية (أدب)». فلقد وصف ريد سعي أولفيرو إلي معرفة إتجاه ومصدر السيل بالسفر إلي مناظر العقل الطبيعية تصويرًا مجازيًا فنقله بذلك التصوير من حدود الاشعور إلي مركز الهوية. أما عن أولفيروا فكانت شخصية الطحان نيشو تمثل له غريزة شريرة مدمرة تتربص لأي إتفاقيات حضارية مجتمعية، ولما كانت نفسالبشرية مقسمة إلي ثلاث أقسام الهو والأنا والأنا العليا فإن أولفير يمثل الأنا. فمنذ ثلاثين عامًا مضت علم أولفيرو نيشو في مدرسة القرية حيث رأي الصبي يكسر قاطرة من سكة حديد والذي جلبها هو أولفيرو إلي المدرسة بتغيير آلية العمل. فبات غير قادرًا علي فهم هذا التدمير المتعمد وأُحبط بسبب عدم وجود فرص حقيقية تقدمها القرية فغادر أولفيرو في اليوم التالي. «وقال عندما أقبل الربيع أقبل معه شيئًا في ذهني.»
تعرض مواجهة أولفيرو بنيشو رمزية التحليل النفسي عند يونغ كما عرضها ريد في شخصية سيلون. فذاك التحليل النفسي وتصوير الشخصيات في الرواية يعد بمثابة مثال لأنيميا ولاسيما في وظيفتها كوسيط بين الوعي واللاوعي. «يمثل نيشو» الظل، الجانب المظلم من طبيعة الإنسان ففي البداية كان الحيوان جزءًا من تشكيل الاوعي الإنساني. يعتقد يونغ أن الطريقة الوحيدة لمواجهة هذا الظل الاعتراف به وليس قمعه والهروب منه كما فعل أولفيرو منذ ثلاثين عامًا مضت عندما ترك قريته.

## عناصر السيرة الذاتية
.

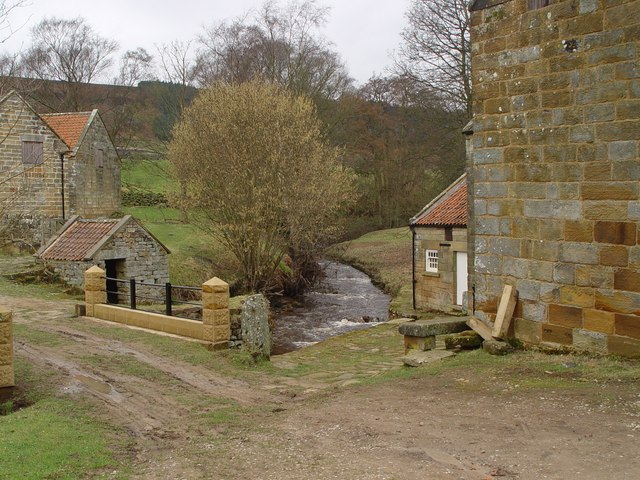
طاحونة برانس ديل علي أرض هودج بيك، مصدر السيل الذي يتبعه أولفيروا صعودًا إلي مصدره

خلال الحرب العالمية الأولي خدم ريد مع جرين هارودن وقاتل في الخنادق الفرنسية.ومنحوه الصليب العسكري ورُقي إلي رتبة ملازم أول. أصبح «ريد أكثر عزمًا وإصرارًا علي عدم خيانة رجاله بالجبن». إن تطور الرواية «لبطل السيرة الذاتية الواضح» وهو أولفيرو الذي يدين بالكثير إلي ريد لخبراته في وقت الحرب وإصراره علي تقرير مصيره والذي غرسه في أولفيرو. جاءت المفارقة بإطاحة أولفيرو للحاكم الديكتاتور ليصبح أولفيرو متفقًا مع ريد في وجهة نظره التر عبر عنها في منتصف عام 1930:«لذلك فمن وجهات نظر معينة يمكنني أن أرحب بمفهوم الدولة الشمولية سواء في شكلها الفاشي أو الشيوعي. فأنا لا أخاف الدولة الشمولية باعتبارها حقيقة اقتصادية وآلة اقتصادية لتسهيل الأعمال المعيشية المعقدة في المجتمع.»
ريد نجل أحد المزارعين ولد في مسقاطس  علي بعد حوالي أربعة أميال من سوق مدينة يوركشاير الصغيرة في كيربورموسايد بلده التي عاد إليها عام.1949 المشي علي طول مجري هودج بيك كان من مفضلات ريد وهودج بيك هو مصدر التيار الذي يتبعه أولفيرو. يقود هودج بيك إلي طاحونة في أخر المجري والتي أطلق عليها «ريد صومعته الروحية».
البلورات التي نحتها العمال علي الجانب الأخر الذي يضم الشعب الأخضر تحت الأرض والذي تأمل وفكر فيه الحكماء كثيرًا وعلي كل المستويات، فترمز أفكار ريد إلي العلاقة بين الفن والطبيعة. فأعتقد ريد أن الشكل المادي هو "المكون والمبدأالأساسي للكون"... فالحقيقة النهائية هي أن المادة هي أساس الكون. لذلك فهو نوعية من الأشكال المتكررة التي تصنع كل جمال وقيمة ممكنة".

## النقد
علي حد قول ديفيد جودواي أن «عمل ريد الرائع وقدرته العظيمة علي الإخراج قد ولد أدب السيرة الذاتية إن كان بشكله المحدد». وأضاف ريتشارد واسون تعليقًا علي رواية «الطفل الأخضر» قائلاً أن «علي الرغم من الحكم علي الرواية بشكل إيجابي من عدد قليل من النقاد والعلماء الذين درسوها دراسة جيدة إلا إنها تبدو غامضة وفُسرت بأشكال مختلفة فلهذا فهي تبدو إنها تفتقر إلي كلٍ من الشكل والمضمون اللذين بررا ذلك المديح والثناء عليها». كان للناقد ريتشارد بروان رأيًا مختلفًا عن واسون، ففي أحد كتاباته في عام 1990 قال أنه يعتبر رواية «الطفل الأخضر» «محاولة مهمة لأحد أهم وأكثر النقاد الإنجليز تأثيرًا [ناقد القرن العشرين] لدمج أفكار واسعة النطاق بالتفسير المعقد للخبرة الإنسانية»، ولكنه أضاف أن المعلقين علي الرواية قد اختلفوا في الراي عليها منهم من يراها «رائعة لكنها غامضة».
المراجعة التي نٌشرت في صحيفة «التايمز» بعد وقت قليل من صدور الكتاب وصفتها بأنها «حكاية فلسفية ساحرة جدًا»  وأشاد المؤرخ والمحاضر بوب باركر بالرواية لكونها «رواية رائعة بأسلوبها الممتاز والحي حتي الآن». كتب أيضًا الناقد أورفيل بروسكت في صحيفة نيويورك تايمز أن بالرغم من الاعتراف بأن الرواية «كٌتبت بشكل جميل» «كانت بمثابة انتصار للحس والغموض» لذلك قد استنتج أن القصة كانت «سخيفة» و«مفتعلة». قد انهي باركر مراجعته ببعض الكلمات: "يشعر القاريء دائمًا أن الحقائق الساطعة علي وشك أن تُكشف، يشعر بأن هناك شيئًا هامًا، أمرًا هامًا، خفي في تلك الصفحات. لكن هذه الحقيقة لم تكن واضحة أبدًا، كان الأمر الواضح هو تلك التفاصيل السخيفة. "كان بريسكوت ناقداً لمقدمة الطبعة الأولي الأمريكية ريكسورث، ووصفها بأنها «مقدمة مفتعلة ذات تفاصيل متعددة ومتكررة». في عام 1993 وبعد فترة قصيرة من الذكري المائة لميلاد ريد علق الناقد جيفري ويتكروفت في الصحيفة «المستقلة» قائلاً ربما لم يكن ريد روائيًا عظيمًا ولكن رواية «الطفل الأخضر» رواية كُتيت فقط لتترك ورائها قصة واحدة، غريبة، أصلية تمامًا.

## وصلات خارجية
- الطفل الأخضر في أرشيف الإنترنت